# ازرا میلر
ازرا متیو میلر (انگلیسی: Ezra Matthew Miller؛ زادهٔ ۳۰ سپتامبر ۱۹۹۲) بازیگر آمریکایی است. میلر فعالیتش را در سال ۲۰۰۷ آغاز کرد و بعدها در درام‌های باید دربارهٔ کوین صحبت کنیم (۲۰۱۱) و مزایای گوشه‌گیر بودن (۲۰۱۲) ایفای نقش کرد. میلر در سال ۲۰۱۵ از بازیگران آزمایش زندان استنفورد و فاجعه بود و بعدها نقش یک جادوگر قدرتمند را در فیلم‌های دنیای جادوگری متشکل از جانوران شگفت‌انگیز و زیستگاه آن‌ها (۲۰۱۶)، جانوران شگفت‌انگیز: جنایات گریندل‌والد (۲۰۱۸) و جانوران شگفت‌انگیز: اسرار دامبلدور (۲۰۲۲) ایفا کرد.
میلر نقش فلش را در فیلم‌ها و مجموعه‌های تلویزیونی که در دنیای توسعه‌یافته دی‌سی جریان دارد ایفا کرده که برجسته‌ترین آن‌ها لیگ عدالت (۲۰۱۷) و فیلم اختصاصی فلش (۲۰۲۳) هستند. از سال ۲۰۲۲، میلر سوژهٔ اصلی چند وقایع مربوط به رفتارهای آشوبگرانه و تعرض بوده‌است که منجر به دستگیری‌های متعدد و اتهامات مربوط به اغفال افراد زیر سن قانونی شده‌است و از تابستان ۲۰۲۲ در درمان وضعیت‌روانی است.

## زندگی شخصی

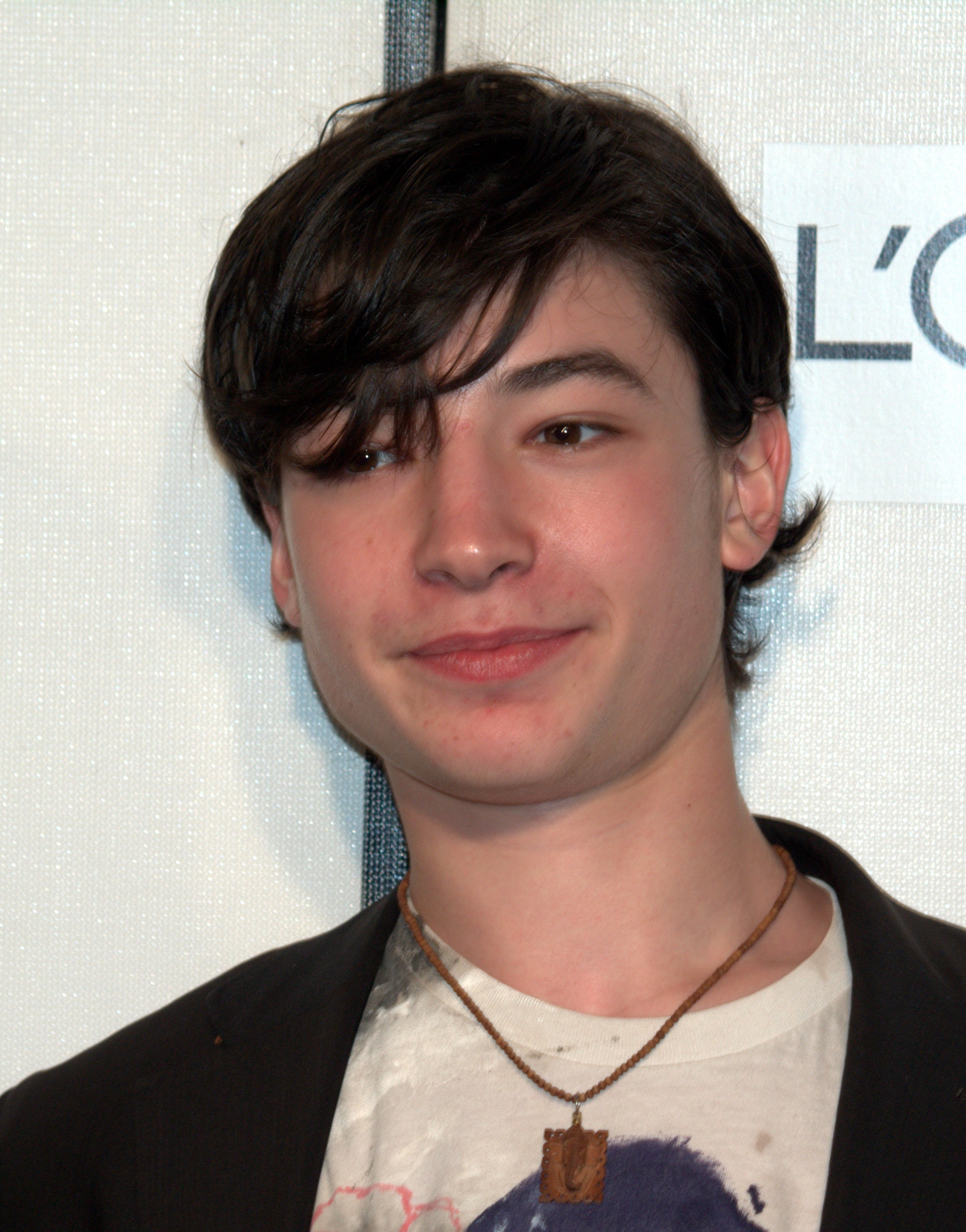
میلر در ۲۰۰۹

در ۲۸ ژوئن ۲۰۱۱ در پیتسبرگ، پنسیلوانیا جایی که «مزایای گوشه‌گیر بودن» فیلم‌برداری می‌شد میلر در ماشینی بود که توسط پلیس به خاطر رد کردن چراغ قرمز متوقف شد و پلیس ۲۰ گرم ماری‌جوآنا از وی کشف کرد. وی ابتدا به خاطر همراه داشتن مواد مخدر بازداشت شد اما این اتهامات تبرئه شد و فقط به خاطر رفتار نامناسب ۶۰۰ دلار جریمه گردید. میلر بعدها گفت «من نیازی نمی‌بینم که ین موضوع که من ماری‌جوآنا مصرف می‌کنم را پنهان کنم، این یک ماده گیاهی بی‌خطر است که حواس را تقویت می‌کند.»

## فیلم‌شناسی

### فیلم

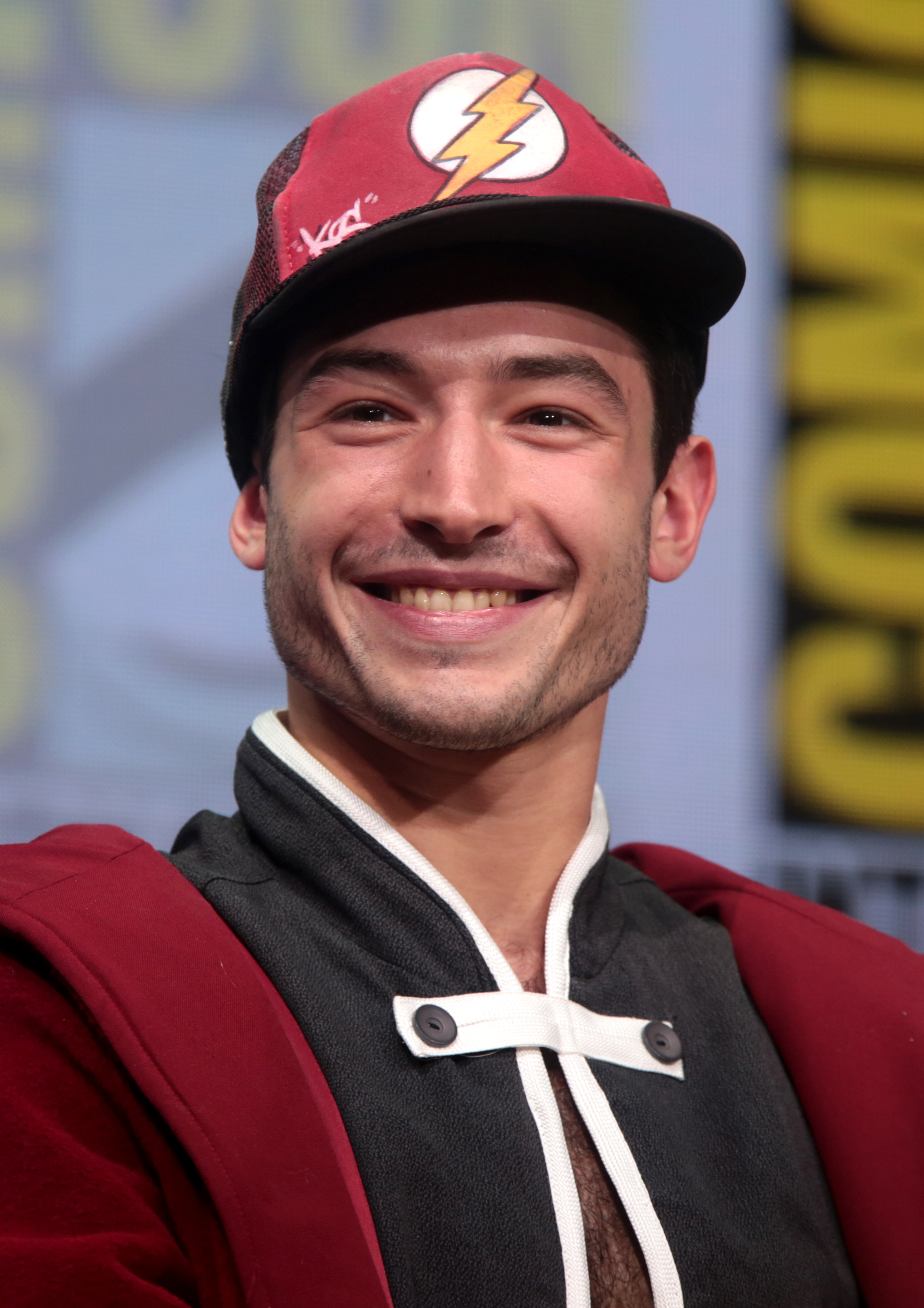
میلر در ۲۰۱۷

| سال  | عنوان                                | نقش                | یادداشت    |
| ---- | ------------------------------------ | ------------------ | ---------- |
| ۲۰۰۸ | Afterschool                          | رابرت              |            |
| ۲۰۰۹ | جزیره شهر                            | وینسنت ریزو جونیور |            |
| ۲۰۱۰ | Beware the Gonzo                     | ادی گیلمن          |            |
| ۲۰۱۰ | هر روز                               | جوناه              |            |
| ۲۰۱۱ | Another Happy Day                    | الیوت هلمن         |            |
| ۲۰۱۱ | Busted Walk                          | جی ترنر            | فیلم کوتاه |
| ۲۰۱۱ | باید دربارهٔ کوین صحبت کنیم           | کوین               |            |
| ۲۰۱۱ | یک روز شاد دیگر                      |                    |            |
| ۲۰۱۲ | مزایای گوشه‌گیر بودن                  | پاتریک             |            |
| ۲۰۱۴ | مادام بوواری                         | لئون دوپیس         |            |
| ۲۰۱۵ | آزمایش زندان استنفورد                | دنیل کولپ          |            |
| ۲۰۱۵ | فاجعه                                | دونالد             |            |
| ۲۰۱۶ | بتمن در برابر سوپرمن: طلوع عدالت     | فلش (بری آلن)      | حضور کوتاه |
| ۲۰۱۶ | جوخه انتحار                          | فلش (بری آلن)      | حضور کوتاه |
| ۲۰۱۶ | جانوران شگفت‌انگیز و زیستگاه آن‌ها     | Credence Barebone  |            |
| ۲۰۱۷ | لیگ عدالت                            | بری آلن/فلش        |            |
| ۲۰۱۸ | جانوران شگفت‌انگیز: جنایات گریندل‌والد | Credence Barebone  |            |
| ۲۰۲۱ | لیگ عدالت زک اسنایدر                 | بری آلن/فلش        |            |
| ۲۰۲۲ | جانوران شگفت‌انگیز: اسرار دامبلدور    |                    |            |
| ۲۰۲۲ | دالی‌لند                              |                    |            |
| ۲۰۲۳ | فلش                                  | بری آلن/فلش        |            |

### تلویزیون
| سال     | عنوان                           | نقش           | یادداشت                                                                                |
| ------- | ------------------------------- | ------------- | -------------------------------------------------------------------------------------- |
| ۲۰۰۸    | کالیفرنیکیشن                    | دمین پترسون   | ۵ اپیزود                                                                               |
| ۲۰۰۹    | نظم و قانون: واحد قربانیان ویژه | ایثن مورس     | یک اپیزود                                                                              |
| ۲۰۰۹–۱۰ | Royal Pains                     | Tucker Bryant | ۵ اپیزود                                                                               |
| ۱–۲۰۲۰  | کماندار                         | بری آلن / فلش | ۱ اپیزود ایفای نقش کوتاه (فصل ۸ قسمت ۸ - پارت چهارم کراس اور بحران در زمین‌های بینهایت) |
| ۲۰۲۲    | پیس‌میکر                         | بری آلن / فلش | حضور افتخاری                                                                           |

### بازی‌های ویدیویی
| عنوان           | سال  | نقش                     | توضیحات |
| --------------- | ---- | ----------------------- | ------- |
| Lego Dimensions | ۲۰۱۵ | Credence Barebone (صدا) |         |